# Senne Wyns
Senne Wyns (25 oktober 1988) is een Belgisch judoka in de categorie tot 60 kg. Wyns is viervoudig Belgisch kampioen.

## Palmares
2016
- pan american open santiago de chile

2015
- pan american open santiago de chile
- 5e oceania open wollongong

2014
- african open port louis
- 5e european open lisbon

2013
- Belgisch kampioenschap
- eerste ronde EK
- 5e World Cup Warschau

2012
- Belgisch kampioenschap
- Europa Cup Boras
- 5e World Cup Rome
- Europa Cup Celje
- Europa Cup Londen

2011
- Belgisch kampioenschap
- 5e Europa Cup Sarajevo

2010
- Belgisch kampioenschap